# 23rd Street (linea IND Sixth Avenue)
23rd Street (IPA: [ˈtwɛnti-θɜrd strit]) è una fermata della metropolitana di New York situata sulla linea IND Sixth Avenue. Nel 2015 è stata utilizzata da un totale di 8 942 154 passeggeri.

## Storia
La stazione venne aperta il 15 dicembre 1940, come parte del prolungamento della linea IND Sixth Avenue compreso tra le stazioni di Broadway-Lafayette Street e Rockefeller Center. Sarà una delle 30 stazioni della rete ad essere sottoposta ad importanti lavori di ristrutturazione, che comporteranno la chiusura della stazione per un tempo di circa 6 mesi, come parte del piano di investimenti del 2015-2019 della Metropolitan Transportation Authority.

## Strutture e impianti
23rd Street è una fermata sotterranea con due binari e due banchine laterali, che non sono connesse tra di loro e hanno ingressi e tornelli separati. La stazione 23rd Street della Port Authority Trans-Hudson, realizzata prima della stazione della metropolitana, si trova tra i due binari, dai quali è separata con dei muri.
La stazione è posizionata al di sotto della Sixth Avenue e possiede un totale di otto ingressi: quattro sono posti sul lato est dell'incrocio tra Sixth Avenue e 23rd Street e gli altri quattro sul lato ovest dello stesso incrocio.

## Movimento
La stazione è servita dai treni di due linee della metropolitana di New York:
- Linea F Sixth Avenue Local, sempre attiva;[7]
- Linea M Sixth Avenue Local, attiva solo nei giorni feriali esclusa la notte.[8]

## Interscambi
La stazione è servita da diverse autolinee gestite da NYCT Bus e interscambia con alcune linee della PATH.
- Fermata metropolitana (23rd Street, PATH)
- Fermata autobus